# Skrabské
Skrabské este o comună slovacă, aflată în districtul Vranov nad Topľou din regiunea Prešov. Localitatea se află la altitudinea de 160 m deasupra n.m., se întinde pe o suprafață de 11,03 km2 și în 2017 număra 777 de locuitori.

## Istoric
Localitatea Skrabské este atestată documentar din 1321.

## Demografie
| An:                | 1994 | 2004    | 2014   | 2024   |
| ------------------ | ---- | ------- | ------ | ------ |
| Număr de persoane: | 638  | 733     | 786    | 773    |
| Diferență:         |      | +14,89% | +7,23% | −1,65% |

| An:                | 2023 | 2024   |
| ------------------ | ---- | ------ |
| Număr de persoane: | 756  | 773    |
| Diferență:         |      | +2,24% |